# The Warrens of Virginia (film fra 1924)
The Warrens of Virginia er en amerikansk stumfilm fra 1924 instrueret af Elmer Clifton.

## Medvirkende
- George Backus som Warren
- Rosemary Hill som Betty Warren
- Martha Mansfield som Agatha Warren
- Robert Andrews som Arthur Warren
- Wilfred Lytell som Ned Burton
- Harlan Knight som Pap
- James Turfler som Danny
- Helen Ray Kyle som Reb